# Sublime Mix
 (février 2015).
Si vous disposez d'ouvrages ou d'articles de référence ou si vous connaissez des sites web de qualité traitant du thème abordé ici, merci de compléter l'article en donnant les références utiles à sa vérifiabilité et en les liant à la section « Notes et références ».
Albums de Jean-Michel Jarre
AERO
(2004) The Symphonic Jean Michel Jarre
(2006)
Sublime Mix est un album promotionnel à édition limitée de musique électronique conçu par Jean Michel Jarre. Sorti en 2006 pour l'entreprise Jaguar, il contient 6 morceaux enchaînés entre-eux et issus des albums Geometry of Love et Printemps de Bourges Live 2002. Il a été offert par Jaguar à ses clients à l'occasion de la sortie de la Jaguar XK.

## Liste des pistes
| No | Titre                     | Durée |
| -- | ------------------------- | ----- |
| 1. | Pleasure Principle        | 5:48  |
| 2. | Velvet Road               | 5:48  |
| 3. | Geometry of Love (Part 1) | 3:38  |
| 4. | Soul Intrusion            | 2:04  |
| 5. | Geometry of Love (Part 2) | 3:54  |
| 6. | Alive in Bourges          | 20:41 |